# 伊東祐宗
伊東 祐宗（いとう すけむね、1266年 - 1349年）は、鎌倉時代後期の武将。日向伊東氏4代当主。伊東祐時の次男。この生没年は享年から逆算している。兄に景祐。弟には、憲祐、祐秀。赤坂城の戦い等、重要な緒戦に一族郎党と共に参加している。

## 系譜
- 父：伊東祐時
- 母：不詳
- 妻：不詳
- 後継者：伊東貞祐